# Service Life Extension Program der United States Navy
Das Service Life Extension Program (SLEP) ist ein Verfahren, nach dem die Kriegsschiffe der US Navy generalüberholt werden, um ihre Verwendungsdauer zu verlängern. In der Regel werden die Schiffe nach ca. 15 bis 20 Jahren Dienstzeit einer sogenannten midlife conversion (zu deutsch etwa: "Umbau in der Lebensmitte") zugeführt, womit das Alter der Schiffe bei ihrer Versetzung in den Reservestatus auf ca. 30 bis 40 Jahre projektiert ist. Es können aber auch mehrmalige Modernisierungen in kürzeren Abständen notwendig sein, um die betroffenen Einheiten den Einsatzerfordernissen anzupassen.
Dieser Artikel soll diese Programme zusammenfassend beschreiben.

## Flugzeugträger
Bei den Flugzeugträgern der US Navy durchliefen die Träger der Essex- und der Midway-Klasse die intensivsten und aufwendigsten SLEPs.

### Essex-Klasse
Am Ende des Zweiten Weltkriegs kamen viele Träger zur Reserveflotte. Viele dieser Flugzeugträger wurden während des Koreakriegs wieder reaktiviert, aber nur wenige kamen wirklich zum Einsatz. Bevor diese Träger aber wieder in den aktiven Dienst eintreten konnten, durchliefen sie eines der folgenden Programme, nämlich SCB-27A bzw. -27C und später evtl. noch SCB-125 und SCB-125A.
Die fünf Umbauphasen werden nun nachfolgend beschrieben.
Zunächst folgt aber eine Tabelle der Umbauphasen:
| Umbauphase | Zeitraum      |
| ---------- | ------------- |
| SCB-27A    | 1948–1953     |
| SCB-27C    | 1951–1956     |
| SCB-125    | 1954–1957     |
| SCB-125A   | 1957–1959     |
| SCB-144    | 1960er Jahre1 |

1 FRAM-II-Modernisierung von nach SCB-27A umgebauten und als CVS bezeichneten Flugzeugträgern

#### SCB-27A
Das erste Modernisierungsprogramm der US Navy für ihre Flugzeugträger war SCB-27A. In dem Zeitraum von 1948 bis 1953 wurden acht Träger umgebaut. Dieses waren die Essex (CV-9), Yorktown (CV-10), Hornet (CV-12), Randolph (CV-15), Wasp (CV-18), Bennington (CV-20), Kearsarge (CV-33) und die Lake Champlain (CV-39).
Nachdem SCB-27A abgeschlossen war, wurde die Oriskany (CV-34) fertiggestellt. Sie erhielt während ihrer Fertigstellung alle Erweiterungen nach SCB-27A.
Die wesentlichen Merkmale dieser Umbauten waren:
- Erweiterung der Rumpfbreite in Wasserlinie auf 30,8 m (101 ft)
- Austausch der hydraulischen Katapulte vom Typ H-4-1 durch die Katapulte vom Typ H-8. Diese Katapulte konnten Flugzeuge mit einem Gewicht von 20 t starten.
- Verstärkung des Landebereichs
- Entfernung aller 12,7-cm-Doppeltürme vom Flugzeugdeck
- Installation neuer Aufzüge
- Montage von Strahlabweisern für Jets
- Installation einer Rolltreppe von den neuen Bereitschaftsräumen (unter Deck) zum Flugdeck
- Installation einer neuen kleineren und verkürzten Insel
- Entfernung des Seitenpanzers in der Wasserlinie
- Neue Munitions- und Bombenaufzüge
- Erhöhung der Kapazität für Flugzeugtreibstoff
- Unterteilung des Hangars mit feuerfesten Rolltoren
- Installation stärkerer Flugzeugkräne

#### SCB-27C
Bei der Modernisierungsphase von SCB-27C gab es zwei Gruppen von Umbauten. Die Umbauten wurden im Zeitraum von 1951 und 1956 vorgenommen.
- In der ersten Untergruppe befanden sich die Träger Intrepid (CV-11), Ticonderoga (CV-14) und Hancock (CV-19). Im Zeitraum von 1951 bis 1954 wurden neben den Maßnahmen von SCB-27A folgende erweiterte Umbauten vorgenommen:

- Erweiterung der Rumpfbreite in Wasserlinie auf 31,4 m (103 ft)
- Installation von 2 Dampfkatapulten vom Typ C-11
- Verstärkung des Flugdecks
- Neuer Steuerbord-Seitenaufzug, der auch hochklappbar war
- Installation einer stärkeren Bremsseilanlage

- In der zweiten Untergruppe befanden sich die Träger Lexington (CV-16), Bon Homme Richard (CV-31) und Shangri-La (CV-38).

- Diese Flugzeugträger wurden nach dem erweiterten SCB-27C umgebaut. In dieser Umbauphase wurden auch gleich die Modernisierungen von SCB-125 mit durchgeführt. Diese ganzen Umbauten wurden bei diesen drei Schiffen während einer' Werftliegezeit durchgeführt, im Zeitraum von 1951 bis 1955.

#### SCB-125
Diese Modernisierungsphase betraf drei Gruppen von Flugzeugträgern:
1. Lexington (CV-16), Bon Homme Richard (CV-31) und Shangri-La (CV-38), bei denen SCB-27C und SCB-125 während einer Werftliegezeit durchgeführt wurde
2. Intrepid (CV-11), Ticonderoga (CV-14) und Hancock (CV-19), bei denen SCB-125 während einer zusätzlichen Werftliegezeit durchgeführt wurde, nach dem diese vorher SCB-27C durchliefen. Der Zeitraum dieser Maßnahme war zwischen 1955 und 1957.
3. Essex (CV-9), Yorktown (CV-10), Hornet (CV-12), Randolph (CV-15), Wasp (CV-18), Bennington (CV-20) und die Kearsarge (CV-33), die ja bereits nach SCB-27A modernisiert wurden. Diese Schiffe mussten sich dieser Umbauphase zwischen 1954 und 1957 unterziehen.

Folgende Veränderungen wurden an den Schiffen vorgenommen:
- Installation eines Schräglandedecks
- Installation des geschlossenen Bugs, im englischen hurricane bow genannt
- Einbau einer verbesserten Bremsseilanlage
- Verringerung der Anzahl von Bremsseilen um die Hälfte
- Vergrößerung des vorderen Mittschiffs-Aufzug (nur bei SCB-27C Schiffen)
- Verstärkung der Notfall-Barriere
- Der Flugleitstand (Primary Flight Control, kurz PFC genannt) wurde an die achtere Kante, zwei Decks hoch, angebracht
- Verbesserter Schutz der Insel
- Dritter klappbarer Aufzug an Steuerbord

#### SCB-125A
Diese Maßnahme erhielt nur die Oriskany (CV-34). Bei dieser Umbauphase wurde Folgendes durchgeführt:
- Neubelag des Flugdecks
- Installation von C11 Dampfkatapulten
- Installation des geschlossenen Bugs
- Einbau eines Schräglandedecks
- Installation einer stärkeren Bremsseilanlage als auf den anderen SCB-27C-Einheiten
- Alle SCB-125 Verbesserungen

#### SCB-144
Diese Umbauphase erhielten die nach SCB-27A umgebauten und als CVS klassifizierten Schiffe. Dies waren Essex (CV-9), Yorktown (CV-10), Hornet (CV-12), Randolph (CV-15), Wasp (CV-18), Bennington (CV-20) und die Kearsarge (CV-33). Hier wurden ihnen noch zusätzliche Ausrüstung eingebaut, damit sie ihre Aufgabe als U-Jagdträger besser durchführen konnten. Folgende Ausrüstung wurde noch zusätzlich eingebaut:
- Installation eines Bugsonardomes mit SQS-23 Sonar
- Installation einer Stevenklüse und eines Bugkrans
- Modernisierte Operationszentrale

#### Tabelle Modernisierung Essex-Klasse
| Nr. | Name                      | SCB-27A                              | SCB-27C                          | SCB-125                             | SCB-125A                       | Werftliegezeit(en) |
| --- | ------------------------- | ------------------------------------ | -------------------------------- | ----------------------------------- | ------------------------------ | ------------------ |
|     |                           | Beginn – Ende                        | Beginn – Ende                    | Beginn – Ende                       | Beginn – Ende                  | in Monaten         |
| 9   | Essex                     | 1. September 1948–1. Februar 1951    |                                  | 1. März 1955–1. März 1956           |                                | 20                 |
| 10  | Yorktown                  | 15. Februar 1951–2. Februar 1953     |                                  | 31. Juli 1954–15. Oktober 1955      |                                | 16                 |
| 11  | Intrepid                  |                                      | 24. September 1951–18. Juni 1954 | 24. August 1955–2. Mai 1957         |                                | 20                 |
| 12  | Hornet                    | 14. Juni 1951–1. Oktober 1953        |                                  | 24. Januar 1956–15. August 1956     |                                | 15                 |
| 14  | Ticonderoga               |                                      | 17. Juli 1951–1. Oktober 1954    | 7. November 1955–1. April 1957      |                                | 15                 |
| 15  | Randolph                  | 22. Juni 1951–1. Juli 1953           |                                  | 1. März 1955–12. Februar 1956       |                                | 17                 |
| 16  | Lexington2                |                                      | 21. Juli 1952–1. September 1955  | 21. Juli 1952–1. September 1955     |                                | 19                 |
| 18  | Wasp                      | 1. September 1948–28. September 1951 |                                  | 31. Juli 1954–1. Dezember 1955      |                                | 20                 |
| 19  | Hancock                   |                                      | 17. Juli 1951–1. März 1954       | 24. August 1954–15. November 1956   |                                | 15                 |
| 20  | Bennington                | 26. Oktober 1950–30. November 1952   |                                  | 31. Juli 1954–15. April 1955        |                                | 20                 |
| 21  | Boxer (als LPH-4)1        |                                      |                                  |                                     |                                | 19                 |
| 31  | Bon Homme Richard2        |                                      | 21. Juli 1952–1. November 1955   | 21. Juli 1952–1. November 1955      |                                | 21                 |
| 33  | Kearsarge                 | 27. Januar 1950–1. März 1952         |                                  | 27. Januar 1956–31. Januar 1957     |                                | 24                 |
| 34  | Oriskany                  | nach SCB-27A fertiggestellt          |                                  |                                     | 8. September 1957–29. Mai 1959 | 26                 |
| 36  | Antietam                  |                                      | nur Schräglandedeck              | 8. September 1952–19. Dezember 1954 |                                | 26                 |
| 37  | Princeton (als LPH-5)1    |                                      |                                  |                                     |                                | 26                 |
| 38  | Shangri-La2               |                                      | 17. Juli 1951–1. Februar 1955    | 17. Juli 1951–1. Februar 1955       |                                | 20                 |
| 39  | Lake Champlain            | 18. August 1950–19. September 1952   |                                  |                                     |                                | 27                 |
| 45  | Valley Forge (als LPH-8)1 |                                      |                                  |                                     |                                | 26                 |

- 1 diese Essex-Klasse-Flugzeugträger wurden gleich als LPHs umgebaut
- 2 diese Essex-Klasse-Flugzeugträger durchliefen als 2. Untergruppe von SCB-27C auch gleich die Modernisierung nach SCB-125

#### Interessante Besonderheiten der Essex-Modernisierung
- Antietam war der erste Flugzeugträger der U.S. Navy mit einem Schräglandedeck
- Oriskany war der erste nach SCB-27A fertiggestellte Flugzeugträger
- Hancock war der erste nach SCB-27C fertiggestellte Flugzeugträger aber ohne Schräglandedeck
- Shangri-La war der erste Flugzeugträger der mit Schräglandedeck operierte
- Lake Champlain war der einzige SCB-27A Flugzeugträger der nicht nach SCB-125 umgebaut wurde

#### Bilder Modernisierung Essex-Klasse
In dieser Bilder-Tabelle sind jeweils ein Flugzeugträger der entsprechenden Modernisierungs-Phasen aus obiger Übersichtstabelle enthalten. Diese Bilder zeigen die Flugzeugträger möglichst im Ur-Zustand und nach ihren jeweiligen Modernisierungsphasen.
| Ur-Zustand | Nach 1. Modernisierung | Nach 2. Modernisierung |
| ---------- | ---------------------- | ---------------------- |
|            |                        |                        |
|            |                        |                        |
|            |                        |                        |
|            |                        |                        |
|            |                        |                        |
|            |                        |                        |

### Midway-Klasse
Die drei Flugzeugträger der Midway-Klasse durchliefen ein jeweils auf den Träger zugeschnittenes SLEP-Programm.
Die nachfolgende Tabelle gibt einen Überblick über die Umbauphasen. Im Anschluss wird jeder die drei Umbauphasen genauer beschrieben.
| SCB-110 Franklin D. Roosevelt (CV-42) | 1. Mai 1954 – 6. April 1956            |
| SCB-110 Midway (CV-41)                | 1. September 1955 – 30. September 1957 |
| SCB-110A Coral Sea (CV-43)            | 16. April 1957 – 25. Januar 1960       |
| SCB-101.66 Midway (CV-41)             | 15. Februar 1966 – 31. Januar 1970     |

#### SCB-110
Folgende Umbaumaßnahmen wurden für Franklin D. Roosevelt und Midway durchgeführt:
- Entfernung des Panzergürtels in der Wasserlinie
- Installation eines Schräglandedecks, das um 8° zur Schiffsachse versetzt war
- Installation eines Atlantik-Bugs
- Modernisierung der Insel
- Installation von C-11-Dampfkatapulten
- Modernisierung der Schiffselektronik
- Nur die Franklin D. Roosevelt erhielt einen konischen Mast
- Reduzierung der Artillerie-Geschütze
- Installation eines Fresnel-Landespiegels
- Verstärkung der Bremsseilanlage
- Reduzierung der Bremsseile
- Achterer Aufzug durch Steuerbordaufzug ersetzt
- Am Ende des Schräglandedecks befand sich ein weiterer Außenaufzug
- Vergrößerung des Innenaufzugs
- Vergrößerung der Bunkerkapazität für Flugzeugbenzin

|  |  |
|  |  |

#### SCB-110A
Der Umbau der Coral Sea beinhaltete grundsätzlich alle Maßnahmen von SCB-110. Trotzdem war der Umbau weitreichender, so dass die sich die Coral Sea von ihren Schwesterschiffen unterschied. Folgende Veränderungen wurden gegenüber SCB-110 durchgeführt:
- Installation eines längeren Schräglandedecks
- Installation eines sehr weit achtern liegenden Backbordaufzugs
- Entfernung des inneren Aufzugs im Vorschiff
- Installation eines weiteren Außenaufzugs Steuerbord, aber vor der Insel
- Installation eines konischen Masts
- Installation eines zusätzlichen C-11-Dampfkatapults auf dem Schräglandedeck
- Installation einer stärkeren Bremsseilanlage als bei den Schwesterschiffen
- Reduzierung der Artillerie-Geschütze

|  |  |

#### SCB-101.66
Folgende Umbauten wurden auf der Midway bei dieser Modernisierung durchgeführt:
- Erweiterung des Flugdecks um ca. 1/3
- Installation der C-13-Mod.0-Dampfkatapulte
- Installation neuer Aufzüge mit einer Hebekapazität von 50 t
- Installation einer verstärkten Bremsseilanlage
- Modernisierung der Klimaanlage
- Einbau eines verbesserten Trägheitsnavigationssystems

Diese Umbauten versetzten die Midway in die Lage, bis in die 1990er Jahre ihren Dienst zu versehen. Mit diesen Maßnahmen schloss sie aber auch zu den neuen technologischen Möglichkeiten der Forrestal-Klasse auf und war damit in der Lage, auch mit der Flugzeugtechnologie der 1970er Jahre Schritt zu halten.
Der Nachteil dieses Umbaus war der hohe Preis. Dies ist auch als Grund dafür anzusehen, dass die Franklin D. Roosevelt SCB-101.66 nicht erhielt. Sie bekam einen preiswerteren Umbau. Bei diesem Umbau wurde der innere Aufzug entfernt und es wurde dafür ein Aufzug mit einer Hebekapazität von 38 t steuerbord-seitig vor der Insel installiert.
|  |  |